# 広谷致員

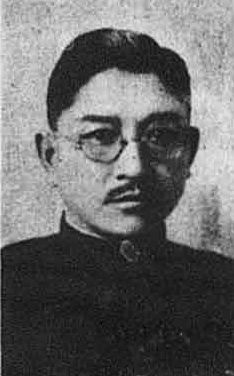
広谷致員

広谷 致員（ひろたに ちいん、1896年（明治29年）12月7日 - 没年不明）は、大正から昭和時代前期の台湾総督府官僚。嘉義市尹、花蓮港庁長、台北市長。

## 経歴
福島県双葉郡苅野村（現・浪江町）に生まれる。1917年（大正6年）福島県立師範学校を経て、1922年（大正11年）東京高等師範学校を卒業し、鹿児島県立第一鹿児島中学校教諭となる。
翌年12月、高等試験に合格後教職を辞し、1924年（大正13年）台湾総督府税関属兼監視を経て、同府審議室勤務となる。1926年（大正15年）地方理事官に進み旗山郡守に就任し、1927年（昭和2年）高雄州教育課長、1929年（昭和4年）同州地方課長、1930年（昭和5年）花蓮港庁庶務課長、1932年（昭和7年）嘉義市尹、1933年（昭和8年）中央研究所庶務課長、1934年（昭和9年）高雄州内務部長を経て、1936年（昭和11年）台湾総督府文教局学務課長に就任した。ついで1939年（昭和14年）台北州内務部長、1941年（昭和16年）1月に花蓮港庁長を経て、台北市長に就任した。
1944年（昭和19年）退官した。